# Тарасовский сельский совет (Скадовский район)
Тарасовский сельский совет (укр. Тарасівська сільська рада) — входит в состав
Скадовского района
Херсонской области
Украины.
Административный центр сельского совета находится в 
с. Тарасовка
.

## История
- 1921 — дата образования.

## Населённые пункты совета
- с. Тарасовка
- с. Даровка
- с. Новоукраинка